# Terrasse du Parc
La terrasse du Parc est une voie située dans le 19e arrondissement de Paris, en France.

## Origine du nom

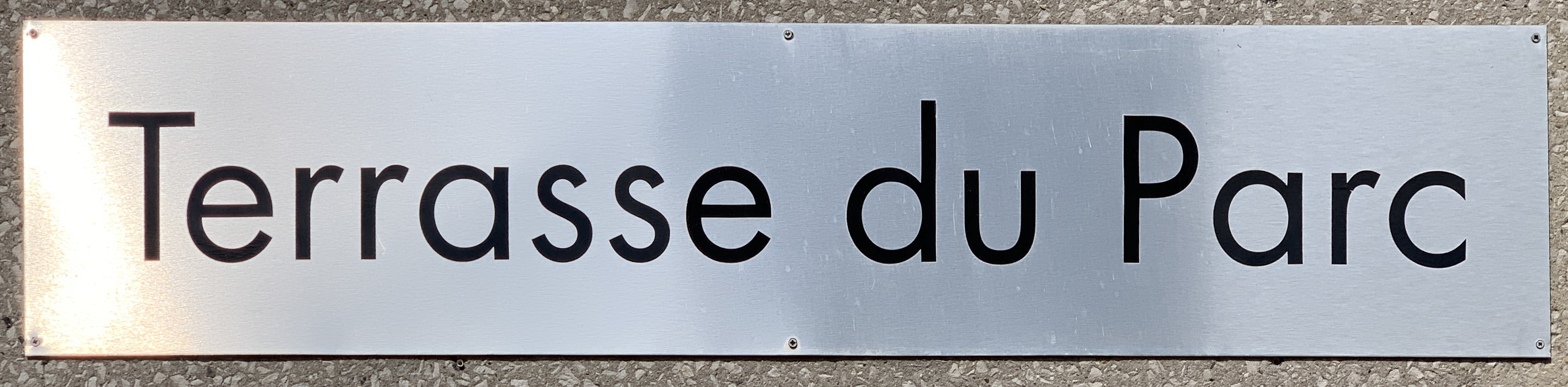
Plaque de la voie.